# Zakir Hussain (musicien)
Pour les articles homonymes, voir Zakir Hussain.
Zakir Hussain, né le 9 mars 1951 à Bombay et mort le 15 décembre 2024 à San Francisco, est un percussionniste indien.

## Biographie
Zakir Hussain Allarakha Qureshi est le fils du maître des tablâs Alla Rakha. 

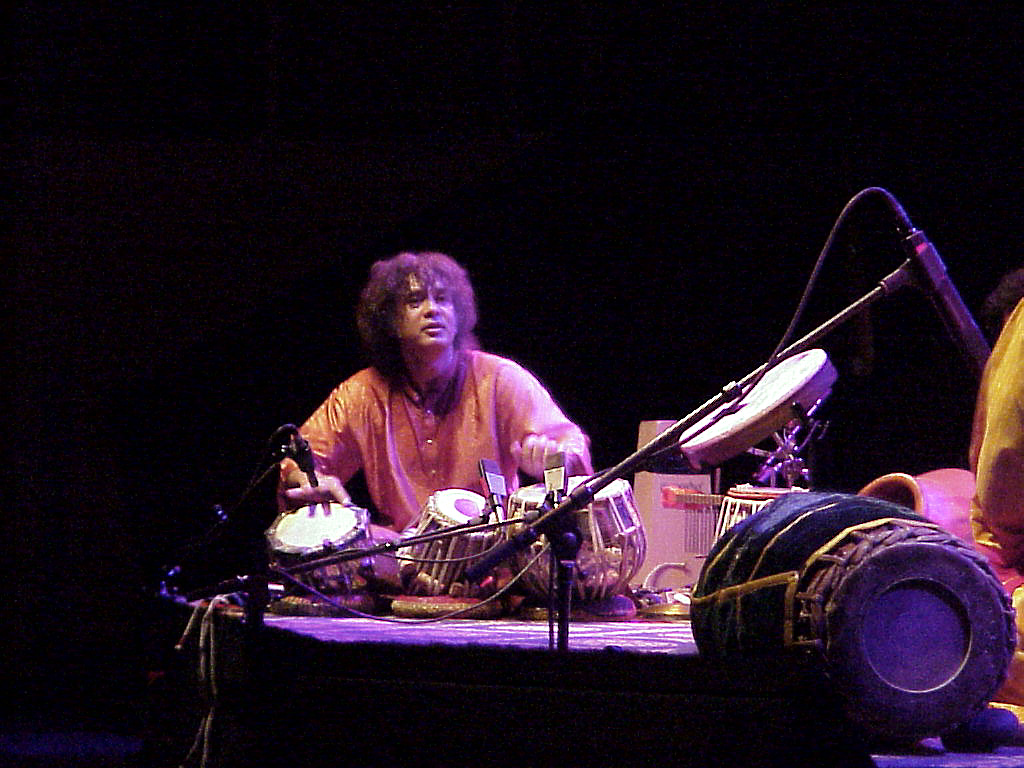
Zakir Hussain en 2001.

Zakir Hussain commence les tournées à l'âge de 12 ans, va aux États-Unis en 1970 et commence une carrière internationale avec pas moins de 150 concerts par an. Il est considéré comme l'un des plus grands joueurs de tabla de sa génération. Il a joué avec les plus grands solistes indiens comme Ravi Shankar, Ali Akbar Khan, Shivkumar Sharma ou Hariprasad Chaurasia. Il excelle aussi dans les solos de tablâs accompagnés par le sarangi de Sultan Khan. Il a participé à plus de 250 enregistrements en studio ou live.
Il joue avec le groupe Shakti et John McLaughlin, mais aussi au sein d'autres formations telles Ancient Future, Bustan Abraham, etc.
Il est aussi l'auteur de musiques de films tels que One Dollar Curry de Vijay Singh et apparaît comme acteur dans quatre films, en 1983, 1997, 2004 et 2024.
Zakir Hussain meurt le 15 décembre 2024 à San Francisco, à l’âge de 73 ans.

## Décorations
- Récipiendaire de la Padma Shri (1988)
- Récipiendaire de la Padma Bhushan (2002)
- Récipiendaire de la Padma Vibhushan (2003)

## Discographie

### Années 1970
- 1970 : Evening Ragas - Vasant Rai
- 1971 : Shanti
- 1975 : Shakti – Shakti avec John McLaughlin
- 1976 : Karuna Supreme (MPS) - John Handy avec Ali Akbar Khan
- 1976 : Hard Work - John Handy (ABC/Impulse)
- 1976 : A Handful of Beauty – Shakti avec John McLaughlin
- 1976 : Diga – Diga Rhythm Band
- 1977 : Natural Elements – Shakti avec John McLaughlin
- 1979 : Morning Ragas avec Vasant Rai

### Années 1980
- 1980 : Who's to Know – L. Shankar
- 1985 : Song for Everyone – L. Shankar
- 1987 : Making Music avec Jan Garbarek, John McLaughlin et Hariprasad Chaurasia
- 1988 : Tabla Duet – Zakir Hussain et Alla Rakha
- 1989 : Venu – Hariprasad Chaurasia et Zakir Hussain

### Années 1990
- 1990 : At the Edge – Mickey Hart
- 1991 : Maestro's Choice Series One – Alla Rakha
- 1991 : Planet Drum – Mickey Hart
- 1991 : When Words Disappear - David Trasoff et Zakir Hussain
- 1992 : Flights of Improvisation
- 1992 : Sangeet Sartaj
- 1992 : The One and Only
- 1992 : Zakir Hussain and the Rhythm Experience
- 1993 : Music of the Deserts
- 1993 : Rag Madhuvanti / Rag Misra Tilang – Shivkumar Sharma
- 1993 : Concert for Peace – Ravi Shankar
- 1994 : Jog And Rageshri
- 1994 : Ustad Amjad Ali Khan & Zakir Hussain – Amjad Ali Khan et Zakir Hussain
- 1994 : Golden Krithis Colours – Kunnakudi Vaidyanathan
- 1995 : Raga Aberi – Shankar
- 1995 : Maestro's Choice – Series Two – Sultan Khan et Zakir Hussain
- 1995 : World Network Series, Vol. 1: India- Raga Purya Kalyan – Zakir Hussain et Shivkumar Sharma
- 1996 : The Elements – Space
- 1996 : Mickey Hart's Mystery Box – Mickey Hart
- 1997 : Kirwani
- 1997 : Magical Moments of Rhythm
- 1998 : And the Rhythm Experience
- 1998 : Essence of Rhythm
- 1998 : Night Spinner – George Brooks (Moment Records)
- 1998 : Supralingua – Mickey Hart
- 1998 : Fire Dance collaboration avec Pat Martino
- 1998 : Save Our Children - Pharoah Sanders
- 1999 : Remember Shakti – Remember Shakti
- 1999 : Spirit into Sound – Mickey Hart

### Années 2000
- The Believer (2000) – Remember Shakti
- Tala Matrix (2000) – Tabla Beat Science
- Golden Strings of the Sarode (2001) – Aashish Khan & Zakir Hussain
- Saturday Night in Bombay (2001) – Remember Shakti (Universal Records)
- Selects (2002)
- Summit (2002) – George Brooks (Earth Brothers Music BMI)
- The Best of Mickey Hart: Over the Edge and Back (2002) – Mickey Hart
- Live in San Francisco at Stern Grove (2002) – Tabla Beat Science
- Ustad Mohammad Omar: Virtuoso from Afghanistan (2002)- Zakir Hussain
- Energy (2003)
- Live at Miles Davis Hall (8 July 2004) – Remember Shakti
- Live at 38th Montreux Jazz Festival (18 July 2004) – Remember Shakti
- Punjabi Dhamar (2004)
- Raag Chandrakauns (2004)
- Sangam (2006) – Jazz collaboration avec le bandleader Charles Lloyd.
- Soukha (2006) – V. Selvaganesh (avec John McLaughlin, Zakir Hussain, Vikku, Shrinivas) – Naive
- Global Drum Project (2007) – Mickey Hart, Zakir Hussain, Imran Hussain, Chandan Sharma Sikiru Adepoju, Giovanni Hidalgo – Shout Factory
- The Melody of Rhythm (2009) – Béla Fleck, Zakir Hussain, Edgar Meyer

### Années 2010-2020
- Venu (2011)  Hariprasad Chaurasia, Zakir Hussain
- Mysterium Tremendum (2012) – Mickey Hart Band
- Good Hope (2019) – Dave Holland, Zakir Hussain, Chris Potter
- Is That So? (2020) – John McLaughlin, Shankar Mahadevan, Zakir Hussain
- In the Groove (2022) – Planet Drum

### Collaborations
- 1972 : Rolling Thunder de Mickey Hart
- 1973 : Living in the Material World de George Harrison
- 1979 : Into the Music de Van Morrison - Joue sur deux chansons, Bright Side of the Road et Steppin' Out Queen.

## Filmographie

### Comme acteur
- 1983 : Chaleur et Poussière (Heat and Dust) de James Ivory (+ compositeur associé)
- 1997 : Saaz, court métrage de Sai Paranjape (+ compositeur)
- 2004 : Black Friday d'Anurag Kashyap
- 2024 : Monkey Man de Dev Patel

### Comme compositeur
- 2004 : One Dollar Curry de Vijay Singh
- 2024 : Monkey Man de Dev Patel